# Schwimmendes Laichkraut
Das Schwimmende Laichkraut (Potamogeton natans) ist eine Pflanzenart innerhalb der Familie der Laichkrautgewächse (Potamogetonaceae). Die im Süßwasser häufige Wasserpflanze ist in den gemäßigten und subtropischen Zonen weltweit verbreitet.

## Beschreibung

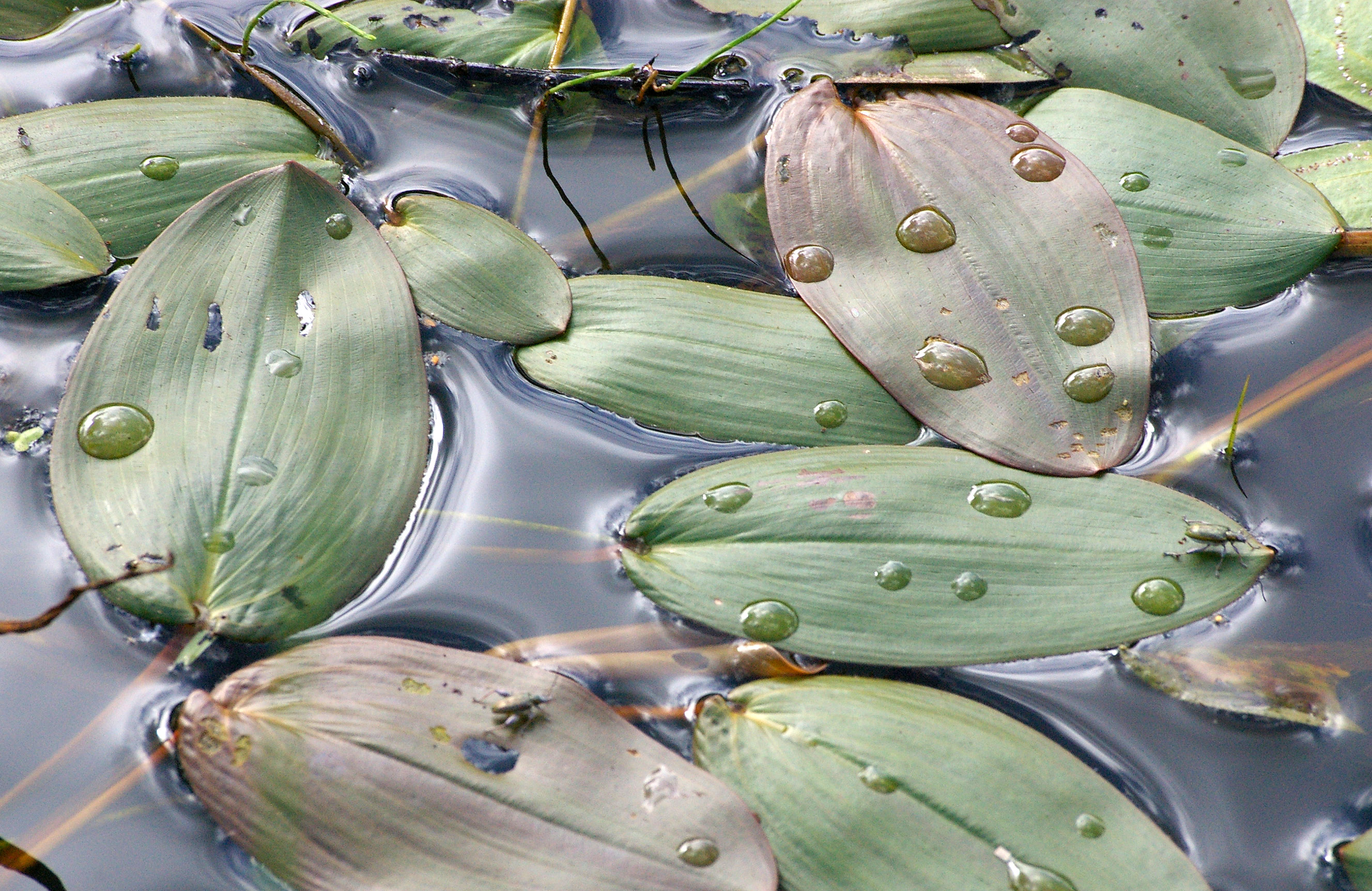
Schwimmblätter mit wasserabweisenden Eigenschaften

### Vegetative Merkmale
Beim Schwimmenden Laichkraut handelt es sich um eine überwinternd grüne, ausdauernde krautige Pflanze. Sie besitzt ein knolliges, verdicktes, stärkereiches Rhizom, das am Gewässergrund entlang kriecht und stark verwurzelt ist. Die Stängel sind 0,6 bis 1,5 Meter lang.
Bei dieser Tauch- und Schwimmblattpflanze liegt Heterophyllie vor. Die Laubblätter sind in Blattstiel und einfache Blattspreite gegliedert. Die untergetauchten Blätter sind auf binsenförmige und kantige Blattstiele reduziert. Die zunächst ausgebildeten stielrunden Tauchblätter sind zur Blütezeit meist schon abgestorben. Es folgen im späten Frühling, etwa ab Ende April oder Anfang Mai, die anfangs manchmal rötlichen und später meist frischgrünen oder bräunlichen typischen Schwimmblätter. Die derb-ledrigen Blattspreiten der Schwimmblätter sind bei einer Länge von bis zu 12 Zentimetern spitz-oval oder rundlich bis elliptisch mit zwei Falten am Spreitengrund.

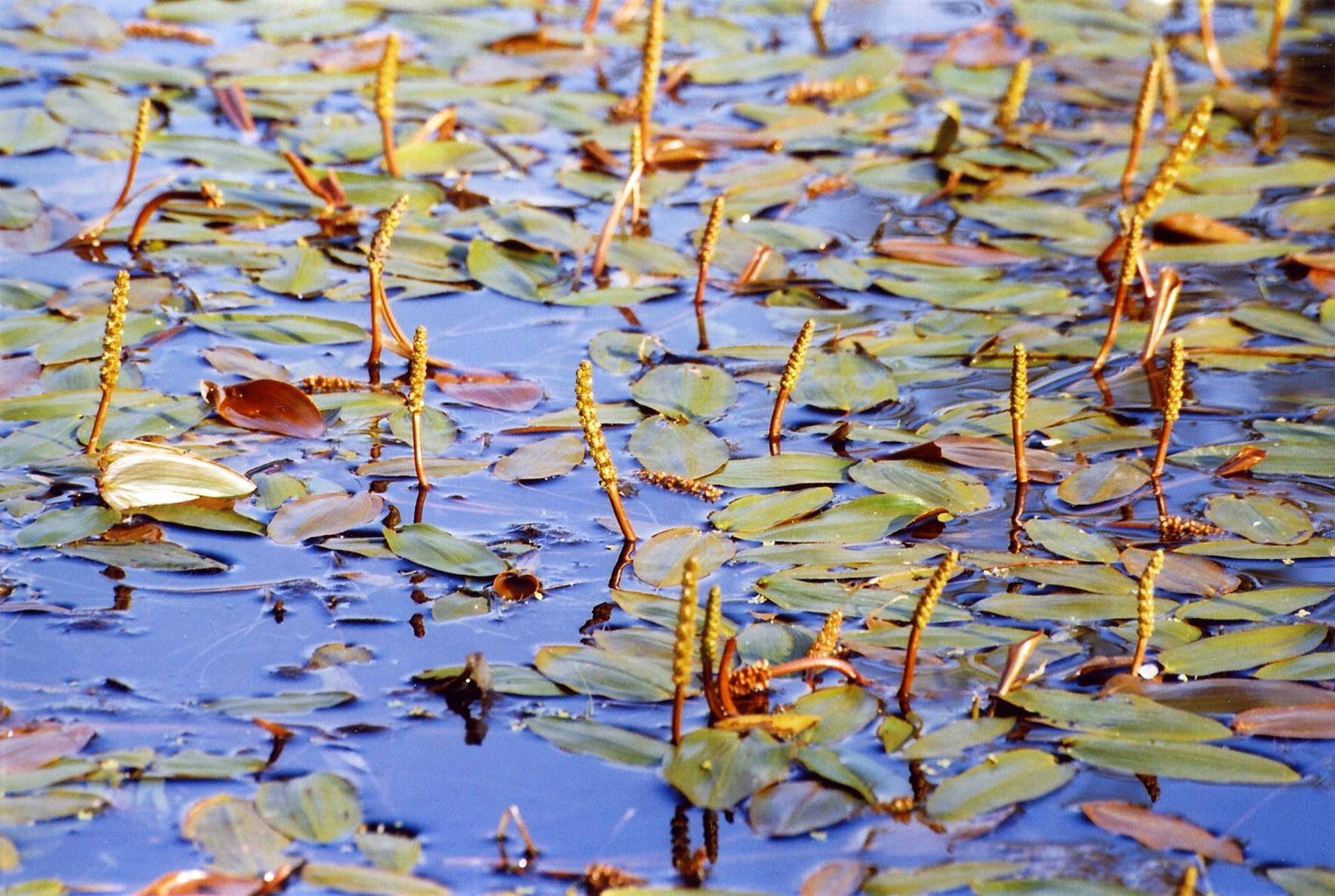
Blühender Bestand

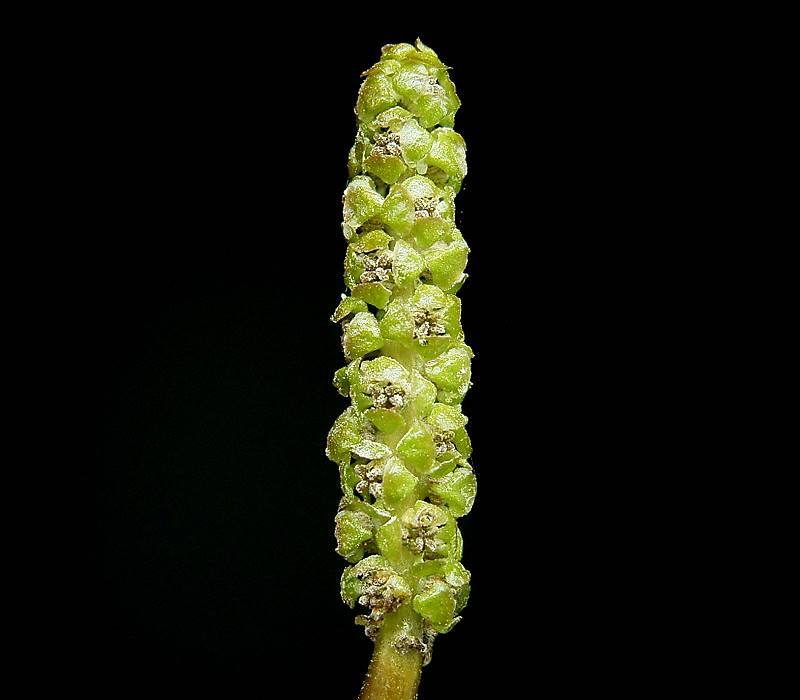
Ähriger Blütenstand

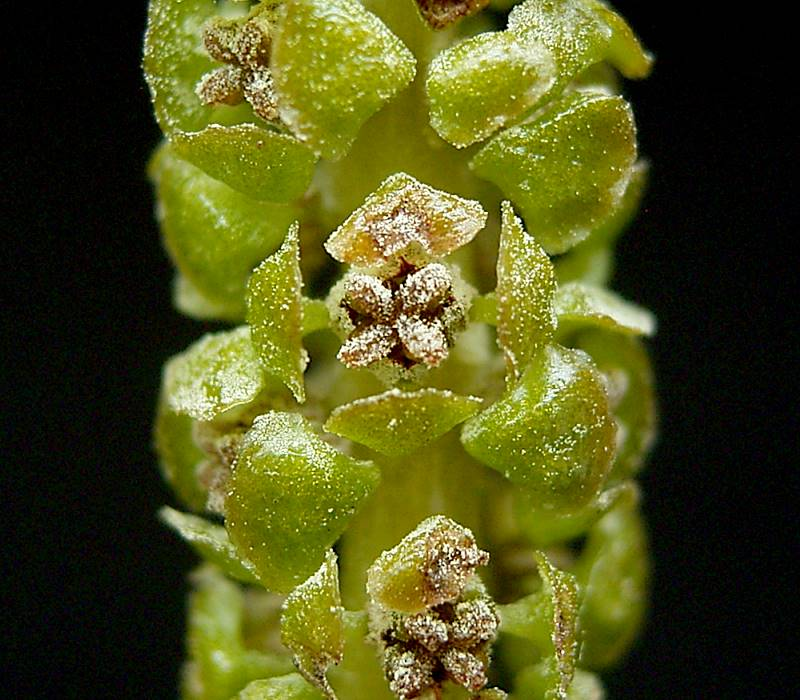
Ausschnitt eines Blütenstandes mit Nahaufnahme von Blüten

### Generative Merkmale
Die Blütezeit reicht von Mai bis August. Die endständigen, unscheinbar grünlichen, ährigen Blütenstände ragen zur Windbestäubung aus dem Wasser. Die Blüten sind vierzählig mit nur einem Blütenhüllblattkreis. Die steinfruchtartigen Früchte sind 3 bis 4 mm groß, kaum gekielt und enthalten nur einen Samen.
Die Chromosomengrundzahl beträgt n = 26.

## Verwechslungsmöglichkeit
Zu verwechseln ist das Schwimmende Laichkraut eigentlich nur noch mit dem Knöterich-Laichkraut (siehe Laichkraut; dieses ist seltener und kommt in moorigen, sauren Gewässern vor) und vielleicht noch mit der aquatischen Form des Wasser-Knöterichs.

## Ökologie
Die Schwimmblätter dieses Hydrophyten besitzen Spaltöffnungen nur auf der Blattoberseite, wobei wasserabstoßende, eingelagerte Öltröpfchen den Gasaustausch sichern. Durch das 1 bis 2 cm lange, andersfarbige Gelenk der Blattstiele der Schwimmblätter liegen diese kreuz und quer auf dem Wasser. Die Schwimmblätter können schließlich große Teppiche auf Gewässern bilden.
Die Blütenstände ragen zur Windbestäubung aus dem Wasser und ziehen sich nach der Bestäubung ins Wasser zurück und gelangen dort zur Samenreife. Die Früchtchen werden auch von Wasservögeln ausgebreitet, indem sie die unverdaulichen Stücke wieder ausscheiden. Die Schwimmdauer der Früchte erreicht bis 12 Monate.

## Vorkommen
Das Schwimmende Laichkraut ist zirkumpolar in den gemäßigten und subtropischen Zonen der nördlichen Hemisphäre verbreitet.   Auch in Mitteleuropa kommt das Schwimmende Laichkraut überall vor und ist dort die häufigste Art seiner Gattung.
Schwimmendes Laichkraut besiedelt Teiche, Seebuchten, Weiher und Gräben, manchmal auch langsam fließende Bäche und ist dabei sehr anpassungsfähig. Sogar kurze Austrocknungsphasen eines Gewässers werden bei durchfeuchtetem Schlammboden ertragen. Es gedeiht in Wassertiefen zwischen 50 und 600 Zentimetern. Es ist eine Nymphaeion-Verbandscharakterart.
In den Allgäuer Alpen steigt es in Bayern auf der Speicherhaldenalpe bei Balderschwang bis 1438 m und in Vorarlberg im Körbersee bei Schröcken bis 1660 m Meereshöhe auf.